# Raphaël Nuzzolo
Raphaël Nuzzolo (Bienne, 5 luglio 1983) è un ex calciatore svizzero, di ruolo centrocampista.

## Biografia
Nuzzolo è nato nel Canton Berna da genitori irpini originari di Pietradefusi.

## Palmarès

### Club
- Challenge League: 2

Neuchâtel Xamax: 2006-2007, 2017-2018

### Individuale
- Capocannoniere della Challenge League: 1

2017-2018 (16 gol)